# Shin'ichi Himori
Shin'ichi Himori (日守新一, Himori Shin'ichi), né le 10 janvier 1907 et mort le 12 septembre 1959, est un acteur japonais.

## Biographie
Shin'ichi Himori a tourné près de 200 films entre 1925 et 1959.

## Filmographie sélective

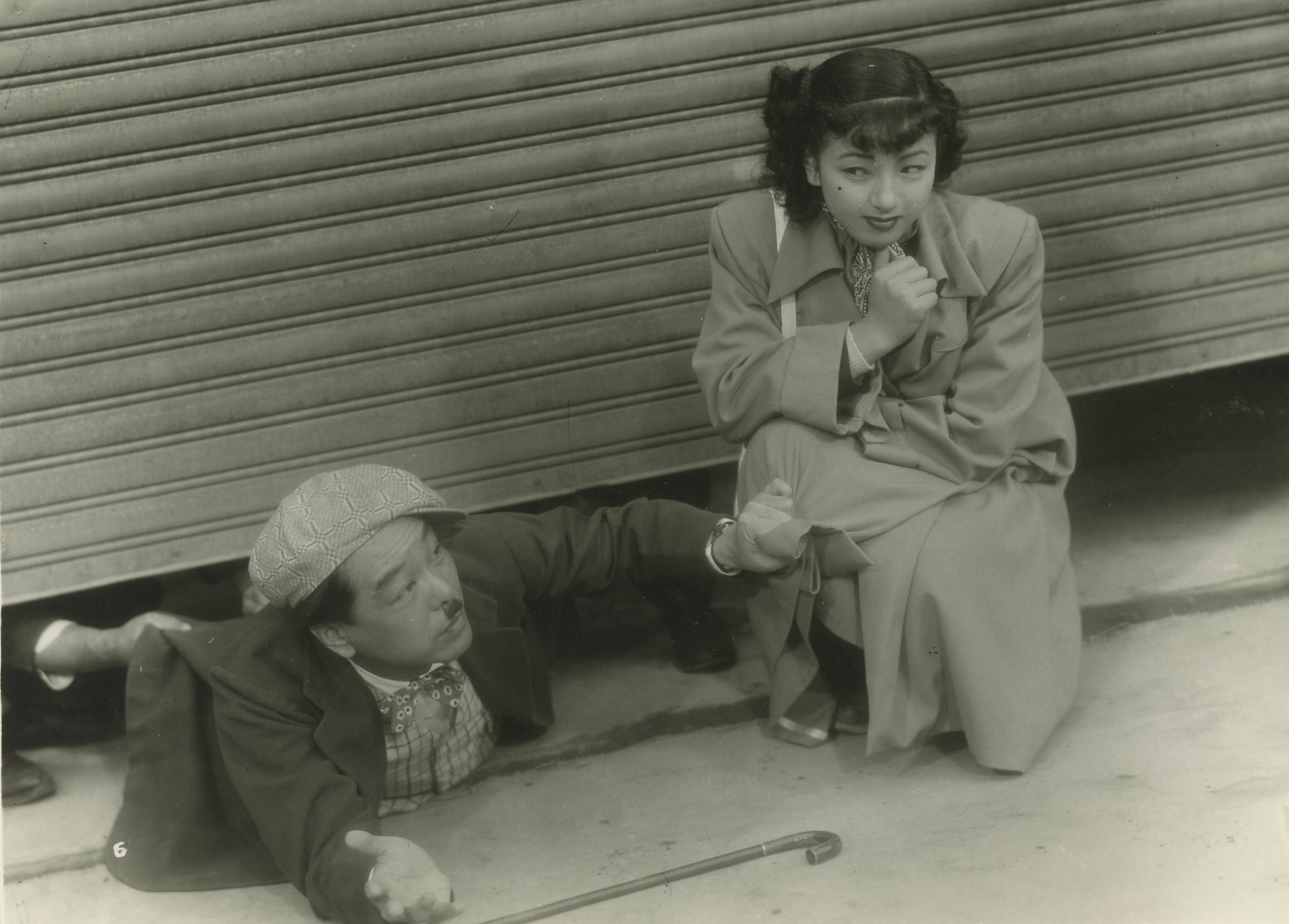
Shin'ichi Himori et Ayuko Saijō dans Joyū to meitantei (1950).

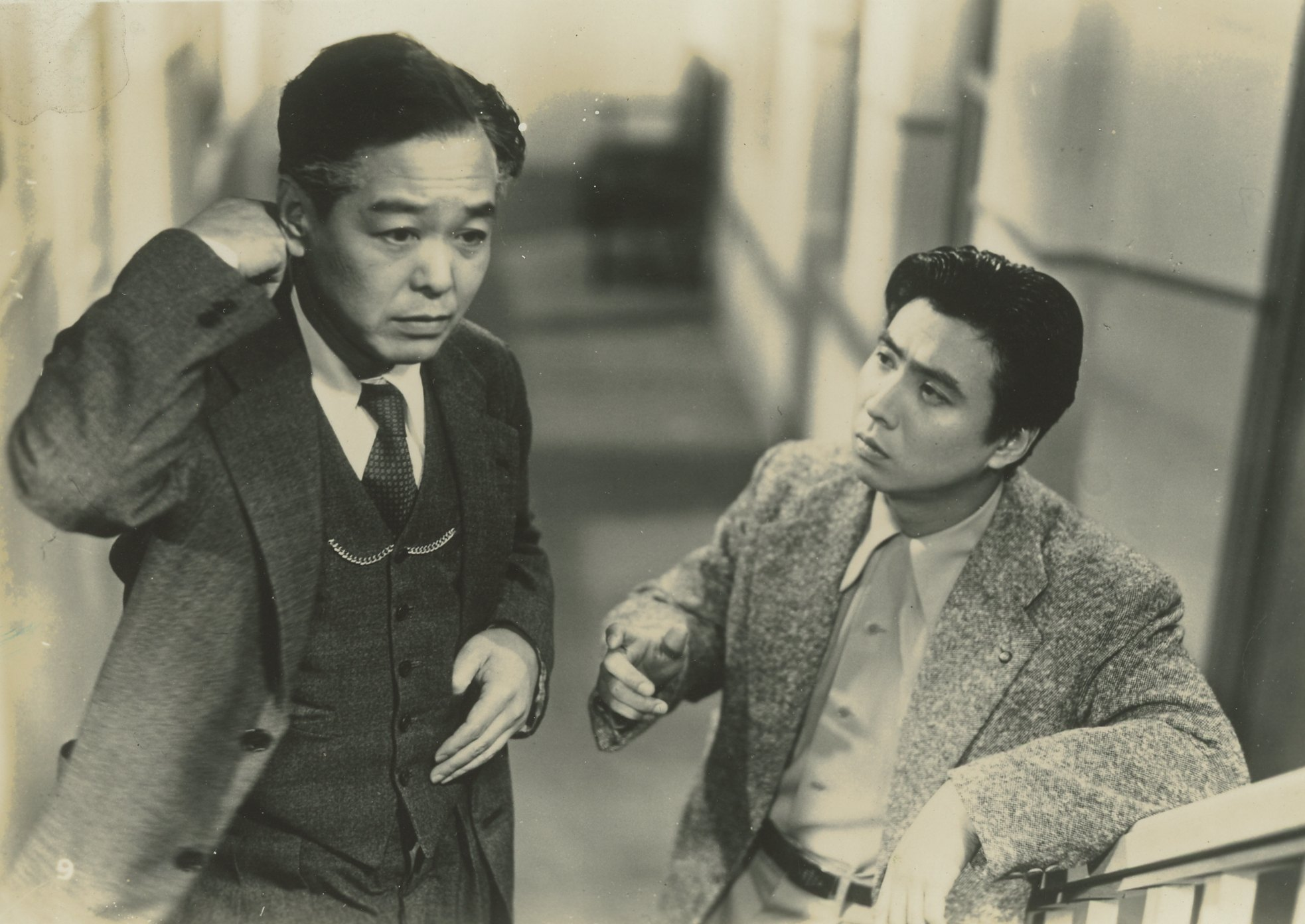
Shin'ichi Himori et Teiji Takahashi dans Shin Tōkyō kōshinkyoku (1953).

### Années 1920
- 1925 : Un amour intrépide (勇敢なる恋, Yūkan naru koi?) de Yasujirō Shimazu
- 1925 : Korera seibatsu (コレラ征伐?) de Tadamoto Ōkubo
- 1928 : De beaux compagnons (美しき朋輩達, Utsukushiki hōbaitachi?) de Hiroshi Shimizu : jeune professeur
- 1929 : Jours de jeunesse (学生ロマンス 若き日, Gakusei romance wakaki hi?) de Yasujirō Ozu
- 1929 : J'ai été diplômé, mais... (大学は出たけれど, Daigaku wa deta keredo?) de Yasujirō Ozu : le tailleur

### Années 1930
- 1931 : Le Chef d'une bande de garnements (餓鬼大将, Gakidaishō?) de Hiroshi Shimizu
- 1931 : La Voie Lactée (餓鬼大将, Ginga?) de Hiroshi Shimizu : Seki
- 1931 : Mon amie et mon épouse (マダムと女房, Madamu to nyōbō?) de Heinosuke Gosho
- 1932 : Passion (銀河, Jōnetsu?) de Hiroshi Shimizu : Murakawa
- 1932 : La Star du quartier étudiant (学生街の花形, Gakusei-gai no hanagata?) de Hiroshi Shimizu
- 1932 : Premier pas sur le continent (上陸第一歩, Joriku dai-ippo?) de Yasujirō Shimazu
- 1933 : Après notre séparation (君と別れて, Kimi to wakarete?) de Mikio Naruse : un client
- 1933 : Mon épouse coiffée (僕の丸髷, Boku no marumage?) de Mikio Naruse : Koyama
- 1933 : Le Jeune Universitaire I (大学の若旦那, Daigaku no wakadanna?) de Hiroshi Shimizu : Miyake, un joueur de rugby
- 1933 : Deux prunelles (双眸, Sobo?) de Mikio Naruse : Sango Sanuma
- 1934 : Le Jeune Universitaire II (大学の若旦那・武勇伝, Daigaku no wakadanna - Buyūden?) de Hiroshi Shimizu
- 1934 : La Rue sans fin (限りなき舗道, Kagiri naki hodo?) de Mikio Naruse : Shinkichi Yamamura
- 1935 : L'Épanouissement du printemps (若旦那 春爛漫, Wakadanna haru ranman?) de Hiroshi Shimizu : étudiant
- 1935 : Elle a dit qu’elle ne l’aimait pas (彼女は嫌いとひいました, Kanojo wa kirai to iimashita?) de Yasujirō Shimazu
- 1936 : Réunion de famille (家族会議, Kazoku kaigi?) de Yasujirō Shimazu
- 1936 : Le Fils unique (一人息子, Hitori musuko?) de Yasujirō Ozu : Ryosuke Nonomiya
- 1937 : Le Démon de l'or (金色夜叉, Konjiki yasha?) de Hiroshi Shimizu
- 1937 : L'Athlète vedette (花形選手, Hanagata senshu?) de Hiroshi Shimizu
- 1937 : Les Lumières d’Asakusa (浅草の灯, Asakusa no hi?) de Yasujirō Shimazu
- 1938 : Une femme et son masseur (按摩と女, Anma to onna?) de Hiroshi Shimizu
- 1939 : Les Quatre Saisons des enfants, printemps - été (子供の四季 春夏の巻, Kodomo no shiki?) de Hiroshi Shimizu : Shunichi
- 1939 : Vent du sud (南風, Minamikaze?) de Minoru Shibuya : directeur des ressources humaines
- 1939 : Des mauvaises herbes avec des fleurs (花のある雑草, Hana no aru zassō?) de Hiroshi Shimizu : M. Akiyama
- 1939 : Cinq frères et sœurs (五人の兄妹, Gonin no kyodai?) de Kōzaburō Yoshimura : Yoji
- 1939 : Courant chaud (暖流, Danryū?) de Kōzaburō Yoshimura : Itoda

### Années 1940
- 1940 : Nobuko (信子, Nobuko?) de Hiroshi Shimizu : le voleur dans le dortoir
- 1940 : Le Point pivot de la femme (女人転心, Nyonin tenjin?) de Hiroshi Shimizu
- 1941 : Memorandum des chansons de femmes (歌女おぼえ書, Utajo oboegaki?) de Hiroshi Shimizu : docteur
- 1941 : Pour une épingle à cheveux (簪, Kanzashi?) de Hiroshi Shimizu : Hiroyasu
- 1942 : Il était un père (父ありき, Chichi Ariki?) de Yasujirō Ozu : Minoru Uchida
- 1942 : L'Espion n'est pas encore mort (間諜未だ死せず, Kanchō imada shisezu?) de Kōzaburō Yoshimura
- 1944 : La Ville en liesse (歓呼の町, Kanko no machi?) de Keisuke Kinoshita : Nishino
- 1946 : La femme qui attend en vain (歓呼の町, Machibōke no onna?) de Masahiro Makino : Ichirōji Sugihara
- 1947 : Ceux qui ont mangé un éléphant (象を喰った連中, Zo o kutta renchu?) de Kōzaburō Yoshimura : Wada
- 1947 : Le Bal de la famille Anjo (安城家の舞踏会, Anjō-ke no butōkai?) de Kōzaburō Yoshimura : Takehiko
- 1948 : Demain beau temps au Japon (明日は日本晴れ, Ashita wa nihonbare?) de Hiroshi Shimizu : Fukuichi
- 1949 : La Période de mensonge de la jeune fille de dix-huit ans (娘十八嘘つき時代, Musume jūhachi usotsuki jidai?) de Hiroshi Shimizu : Shinichi Kida
- 1949 : Monsieur Shosuke Ohara (小原庄助さん, Ohara Shōsuke-san?) de Hiroshi Shimizu : Jiromasa Yoshida

### Années 1950
- 1950 : Scandale (醜聞, Shubun?) d'Akira Kurosawa : l'éditeur Asai
- 1950 : Joyū to meitantei (女優と名探偵?) de Yūzō Kawashima
- 1951 : Sous les fleurs de pêcher (桃の花の咲く下で, Momo no hana no saku shita de?) de Hiroshi Shimizu : Shinbei
- 1952 : Vivre (生きる, Ikiru?) d'Akira Kurosawa : Kimura
- 1952 : Un amour pur de Carmen (カルメン純情す, Karumen junjō su?) de Keisuke Kinoshita : propriétaire
- 1953 : Shin Tōkyō kōshinkyoku (新東京行進曲?) de Yūzō Kawashima
- 1953 : La Tragédie du Japon (日本の悲劇, Nihon no higeki?) de Keisuke Kinoshita : Ichizo
- 1954 : Trois amours (三つの愛, Mittsu no ai?) de Masaki Kobayashi
- 1954 : La Danseuse d'Izu (伊豆の踊子, Izu no odoriko?) de Yoshitarō Nomura
- 1954 : Quelque part sous le ciel immense (この広い空のどこかに, Kono hiroi sora no dokoka ni?) de Masaki Kobayashi : M. Imai
- 1956 : Nuages au crépuscule (夕やけ雲, Yūyake-gumo?) de Keisuke Kinoshita : Kōzō Akimoto